# El bebé volador
El bebé volador es la decimotercera canción del disco Las desventuras de Cruks en Karnak del 2003 de la banda de rock y fusión ecuatoriana Cruks En Karnak.
La canción se compone de sonidos dulces que acompañados de una voz muy trabajada forman una de las obras mejor elaboradas del rock en español.
La letra de la canción trata acerca de la niñez del autor, figurando a manera de un bebé volador la figura de Superman como héroe de la niñez de quien el autor, en esta canción, trata sobre su existencia real, de tal forma que inventa una historia de como su superhéroe vivió en La Tierra, teniendo que migrar hacia otro planeta. Sin embargo nunca se pone en duda la existencia del bebé volador.
- Datos: Q5824041